# Odirlei Pessoni
Odirlei Carlos Pessoni (Franca, 1 de julio de 1982-Ibiraci, 27 de marzo de 2021) fue un bobsledder brasileño. 

## Biografía
Compitió por Brasil en los Juegos Olímpicos de Invierno de 2014 en la competencia de cuatro hombres y en los Juegos Olímpicos de Invierno de 2018 también en el de cuatro hombres, donde se ubicó en la posición 29 de 30 equipos junto con Edson Bindilatti, Edson Martins y Fábio Gonçalves Silva.
Pessoni falleció en un accidente de motocicleta el 27 de marzo de 2021 en el tramo de la carretera del puente Peixoto-Sete Voltas, en Ibiraci, Minas Gerais. Tenía 38 años.